# Prevention
Prevention este o revistă de lifestyle din Statele Unite.
Revista a fost lansată în anul 1950 și este publicată de trustul de presă Rodale Inc..
Publicul țintă al revistei este reprezentat de femeile moderne, active, cu vârste cuprinse între 25 și 40 de ani.

## Prevention în România
Revista este prezentă și în România din octombrie 2007, fiind publicată de Liberis Publications România.